# Trichosilia
Trichosilia is een geslacht van vlinders van de familie Uilen (Noctuidae), uit de onderfamilie Noctuinae.

## Soorten
- T. arctica Kononenko, 1981
- T. austrina Lafontaine, 1986
- T. beringiana Lafontaine & Kononenko, 1986
- T. boreana Lafontaine, 1986
- T. geniculata Grote & Robinson, 1868
- T. honesta Staudinger, 1892
- T. maerens Staudinger, 1896
- T. manifesta Morrison, 1868
- T. mediorufa Corti & Draudt, 1933
- T. mollis Walker, 1856
- T. nigrita Graeser, 1892
- T. pulchrella Bang-Haas, 1912
- T. woodiana Lafontaine, 1986